# Галльська митрополія
Галльська (Французька) митрополія (грец. Μητρόπολη Γαλλίας) — єпархія Константинопольської православної церкви на території Франції та Монако з центром у Парижі. Правлячий архієрей має титул митрополит Галльський, іпертим і екзарх Європи.

## Історія митрополії
Митрополія була утворена 5 лютого 1963 року шляхом відокремлення парафій у Франції, Бельгії, Люксембурзі, Іспанії та Португалії від архієпархії Фіатіри і Великої Британії..
Першим митрополитом єпархії був призначений 22 жовтня 1963 року Мелетій (Карабініс), який до того був єпископом Рігійським.
12 серпня 1969 року парафії на території Бельгії і Люксембургу були виділені в окрему Бельгійську митрополію.
20 січня 2003 року парафії на території Іспанії та Португалії виділені в окрему Іспанську і Португальську митрополію, цього ж дня керуючим митрополією призначений Еммануїл (Адамакіс).

## Структура
Територіально митрополія поділяється на три метрополійні території:
- Метрополійна територія Півночі (Париж)
- Метрополійна територія Центру (Ліон)
- Метрополійна територія Півдня (Марсель)

Галльська митрополія нараховує 36 парафій та 5 монастирів. До митрополії належить також грузинська православна парафія святого Ніно у Парижі та одна румунська парафія.
Монастирі
- Монастир Святого Антонія — чоловічий монастир у Сен-Лоран-ан-Руаян
- Монастир Святого Миколая — чоловічий монастир у Жонсель[3]
- Монастир Успіння Пресвятої Богородиці — чоловічий монастир у Ла-Форі
- Монастир Покрови Божої Матері (Соланський монастир) — жіночий моастир у Ла-Бастід-д'Анґрас

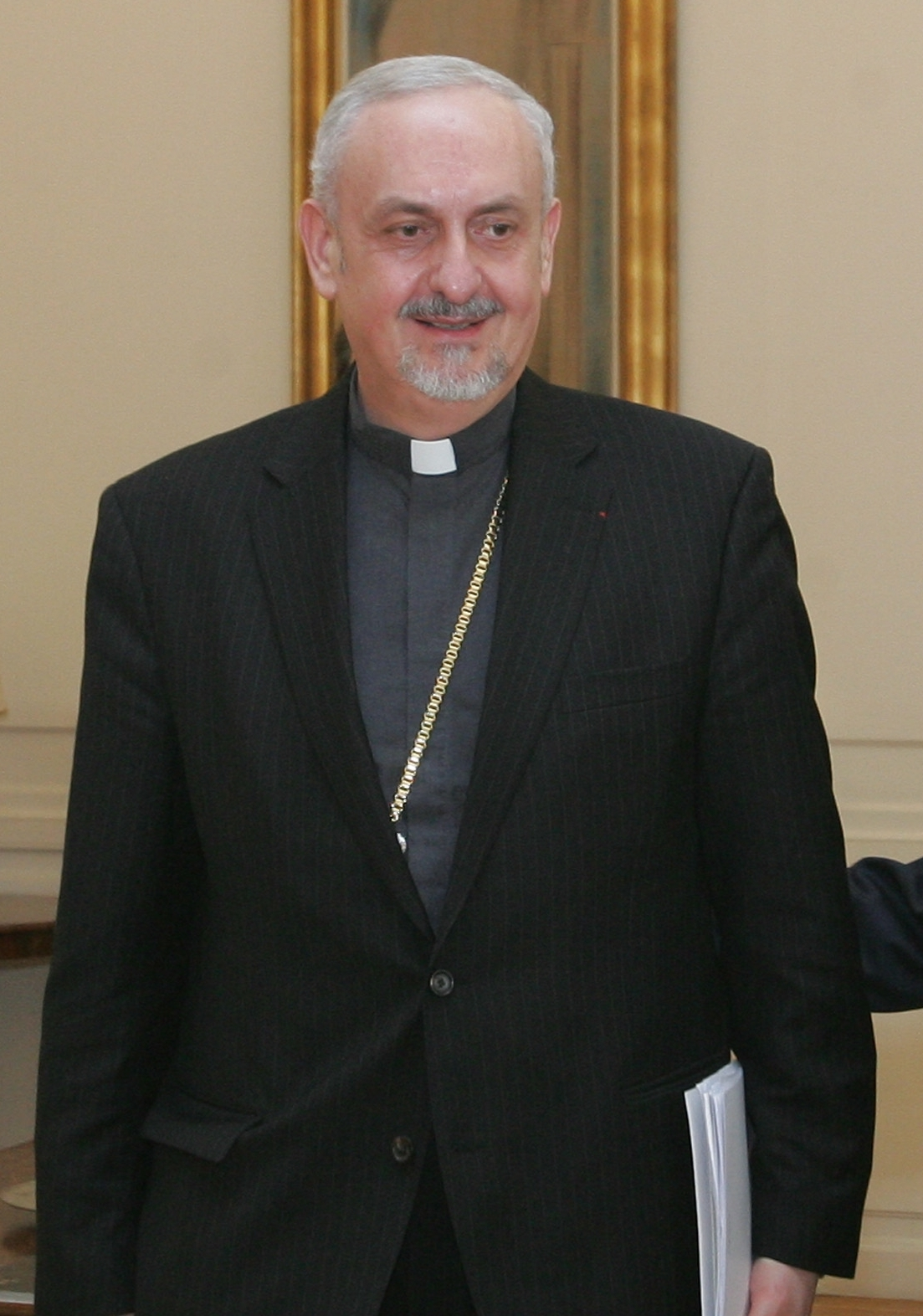
Еммануїл (Адамакіс)

- Монастир Преображення Господнього — жіночий монастир у Террассон-Лавільдьє[4]

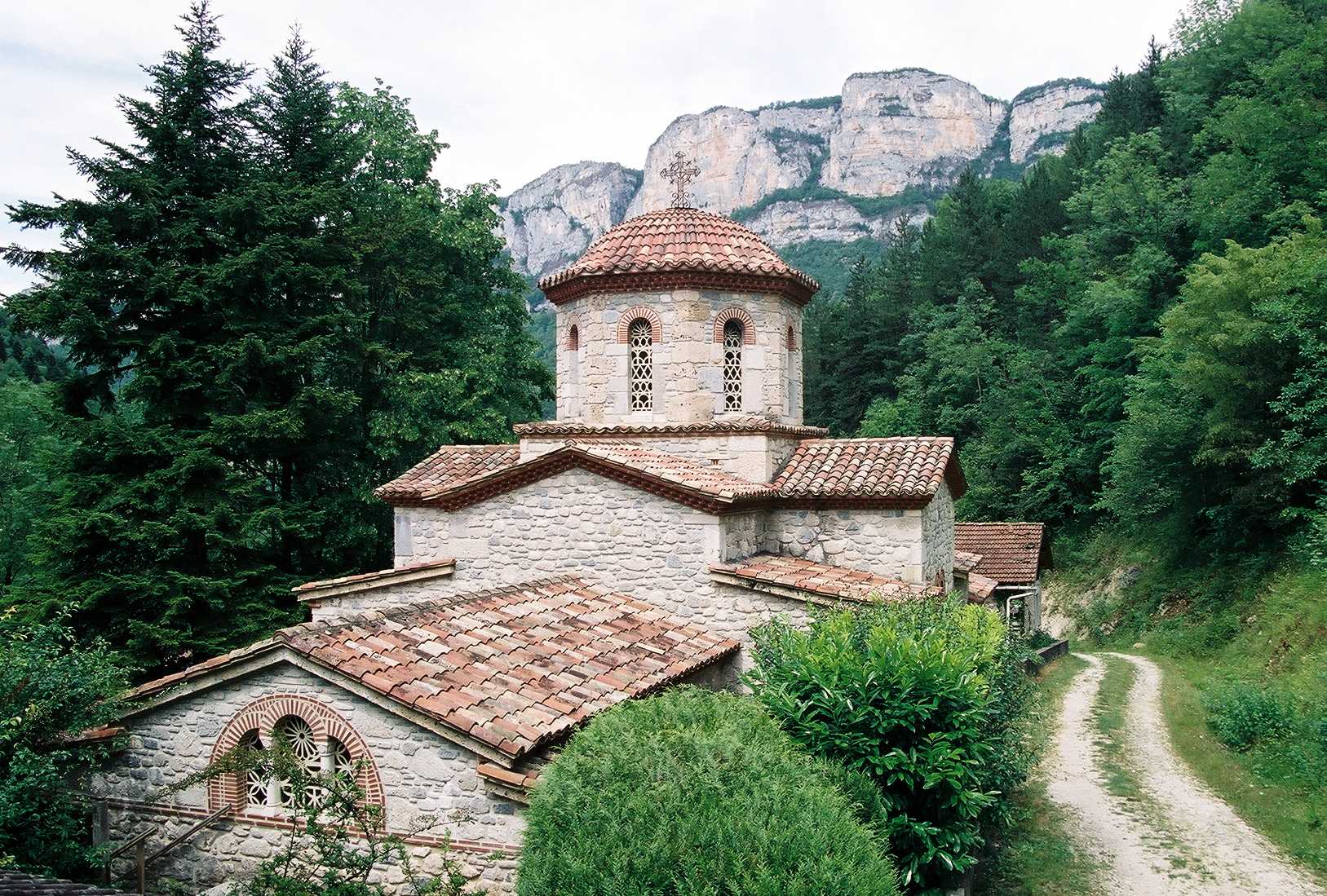
Монастир Святого Антонія у Сен-Лоран-ан-Руаян
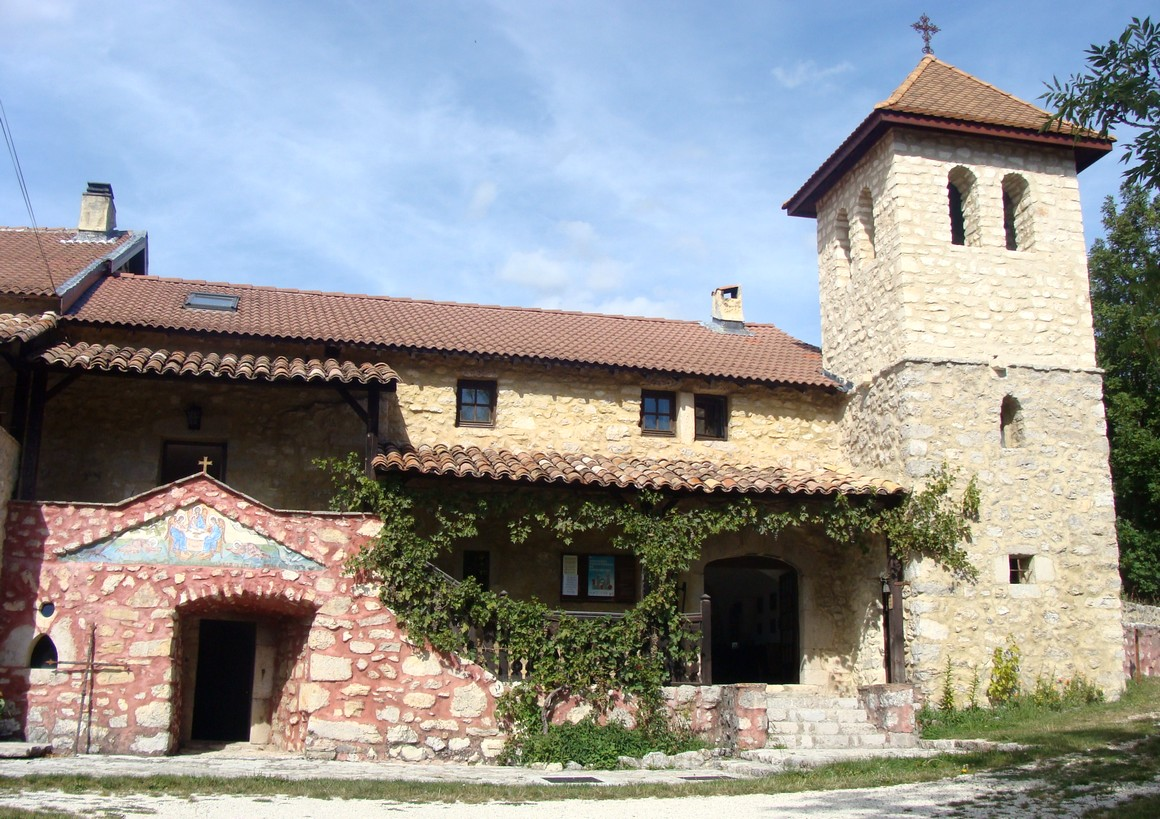
Монастир Успіння Пресвятої Богородиці у Ла-Форі
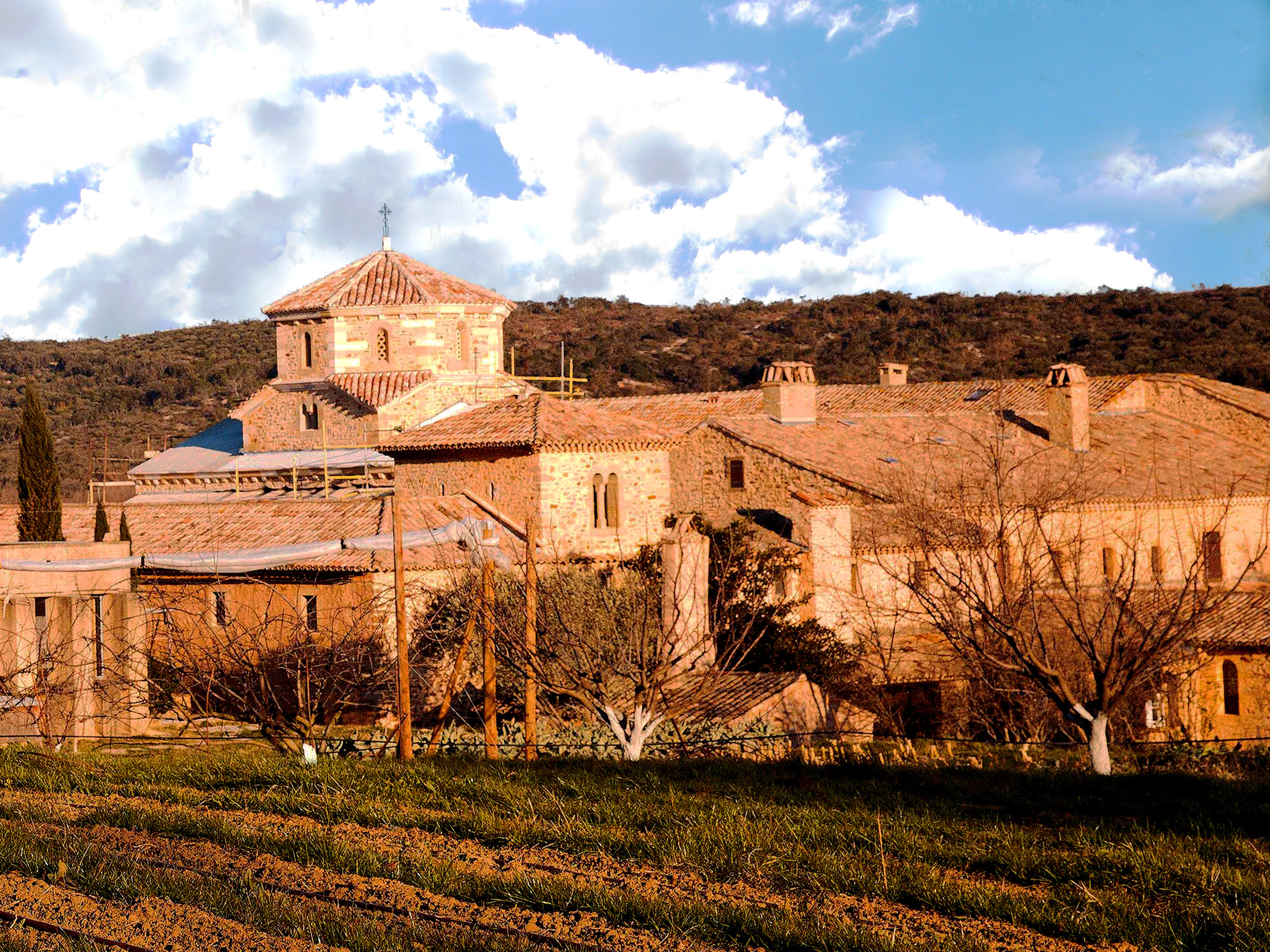
Монастир Покрови Божої Матері у Ла-Бастід-д'Анґрас

## Керуючі митрополією
| № п/п | Митрополит           | Період                         | Примітки                           |
| ----- | -------------------- | ------------------------------ | ---------------------------------- |
| 1     | Мелетій (Карабініс)  | 22 жовтня 1963 — 9 червня 1988 | Перший митрополит                  |
| 2     | Єремія (Каллійоргіс) | 9 червня 1988 — 20 січня 2003  | Обраний митрополитом Швейцарським  |
| 3     | Еммануїл (Адамакіс)  | 20 січня 2003 — 16 лютого 2021 | Обраний митрополитом Халкедонським |
| 4     | Димитрій (Плуміс)    | 25 липня 2021                  |                                    |

## Світлини

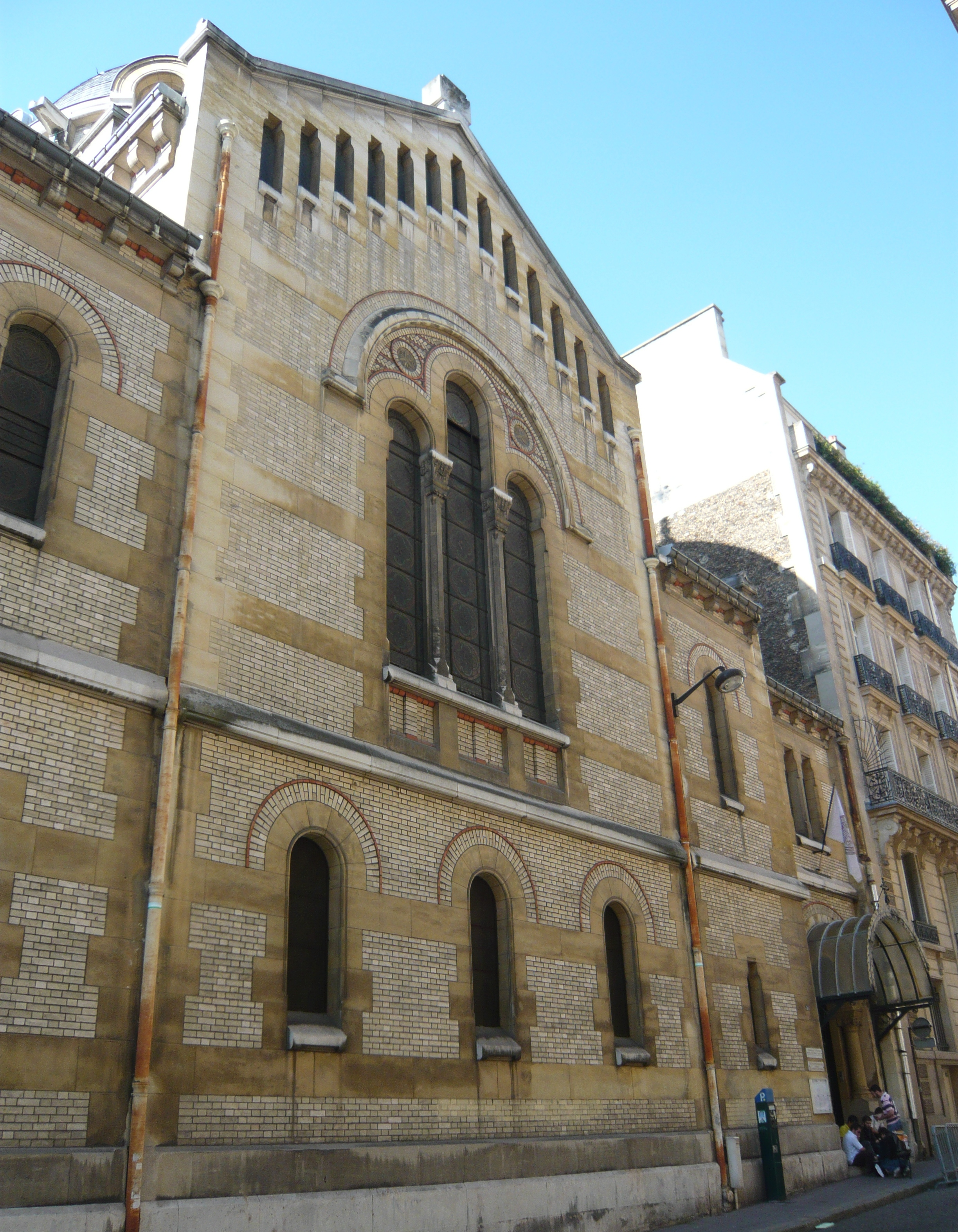
Собор святого Стефана у Парижі
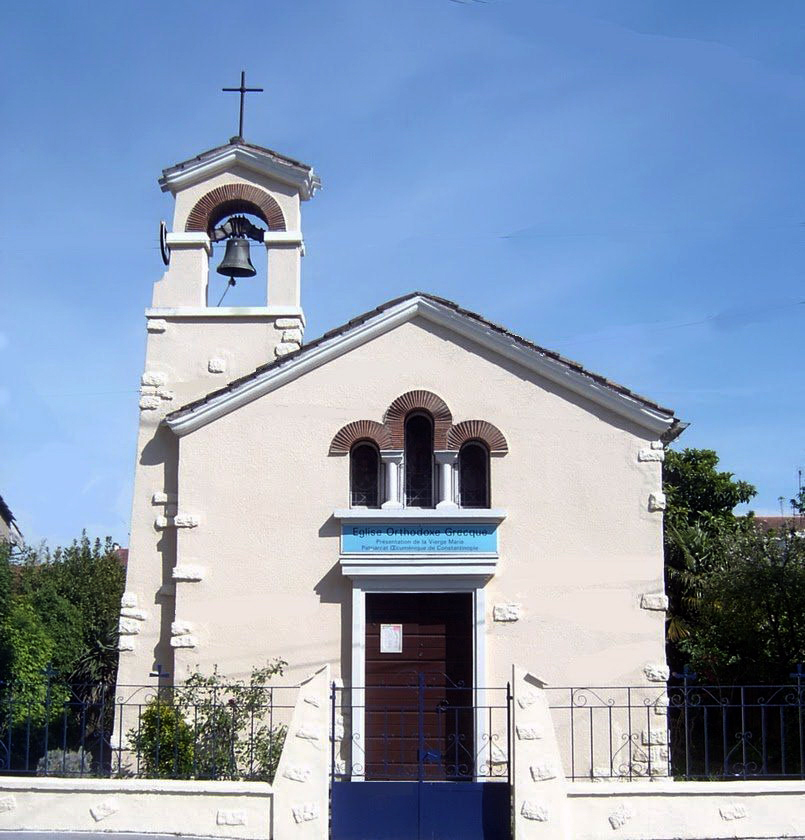
Церква св. Миколая у Бордо
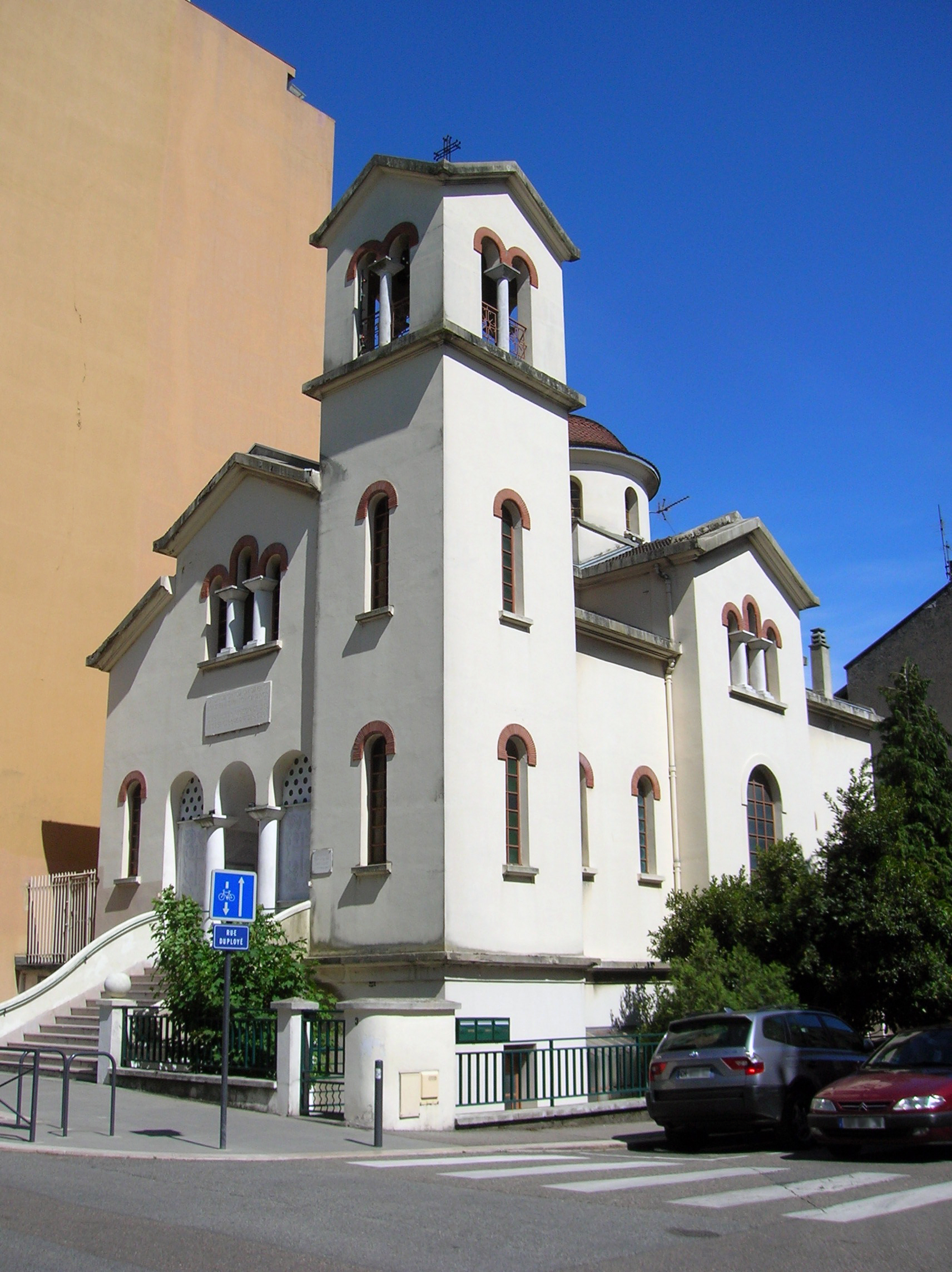
Церква св. Георгія у Ґреноблі
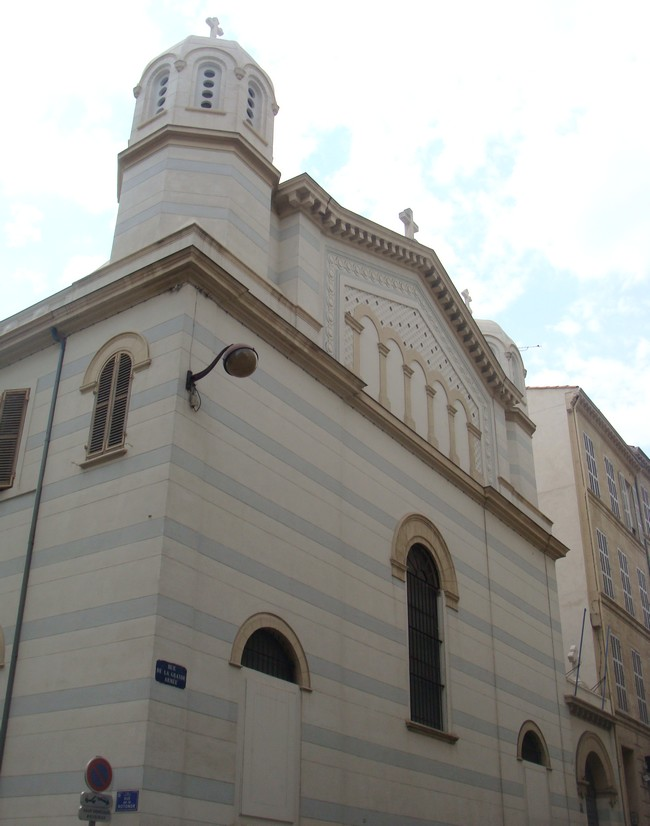
Церква Успіння Пресвятої Богородиці у Марселі
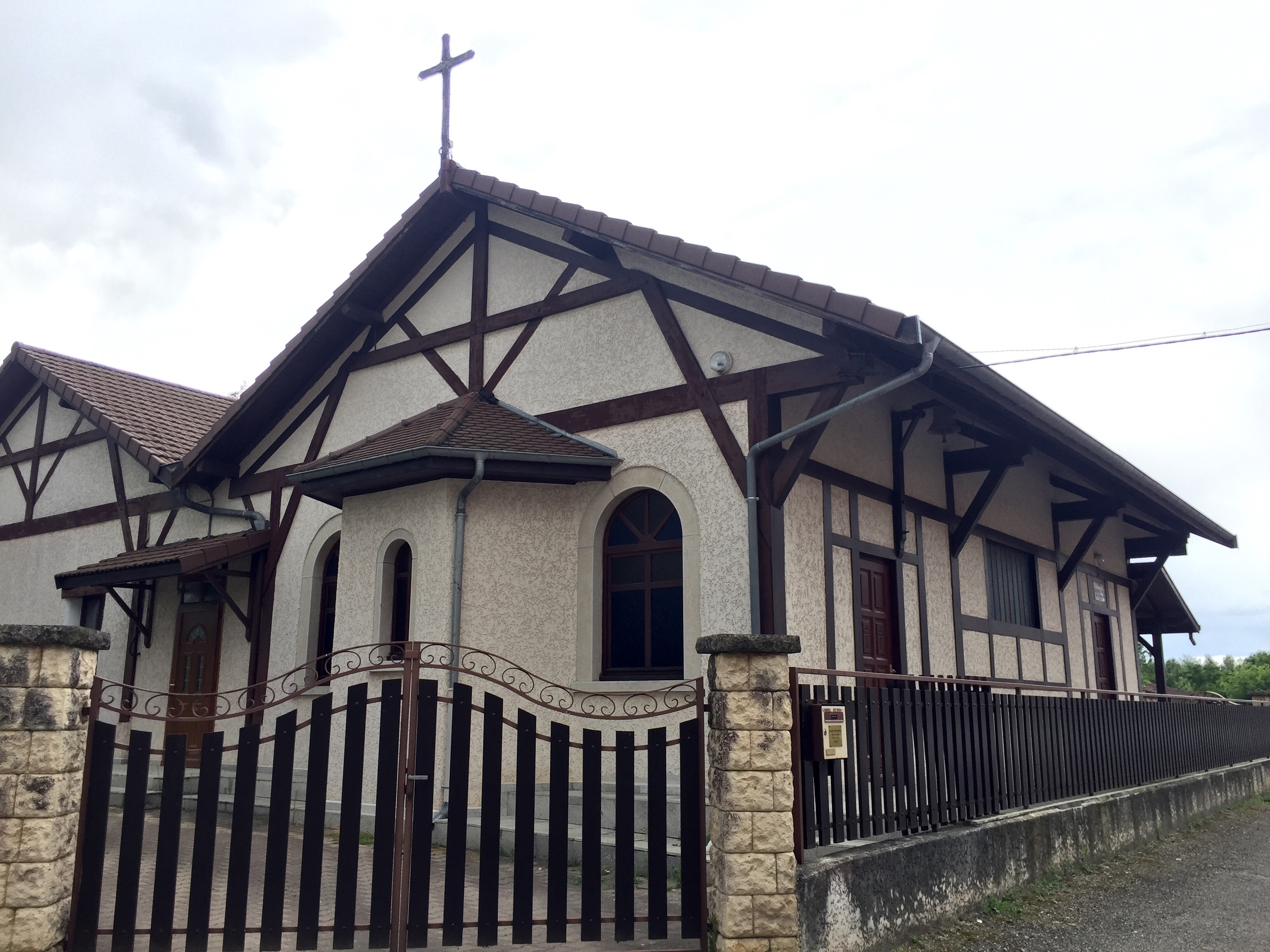
Церква св. Олександра у Шарв'є-Шаваньє